# The Party Boys
The Party Boys sono stati una band rock australiana attiva tra il 1982 ed il 1992. Raggiunsero un discreto successo solo in patria, ma di essa fecero parte noti artisti della scena mondiale rock dell'epoca, tra i quali Joe Walsh (Eagles), Alan Lancaster (Status Quo) ed Eric Burdon (The Animals).

## Storia della band
Formatasi a Sydney nel 1982, fu inizialmente costituita da Paul Christie (basso), Kevin Borich (chitarra), Harvey James (chitarra), Graham Bidstrup (batteria) e James Reyne (voce) e cominciò a farsi conoscere suonando cover di altri artisti presso vari locali della città. Da quelle esibizioni dal vivo venne tratto un live-album pubblicato nel 1983 col titolo di Live at Several 21sts, che raggiunse la posizione n. 9 delle classifiche australiane.
Nonostante l'improvviso successo, il cantante James Reyne lasciò presto la band e venne sostituito da Richard Clapton. Il gruppo partì in una tournée australiana suonando esclusivamente cover di altri artisti (Bob Dylan, Aerosmith, Rolling Stones), e cercò di replicare la formula del primo successo discografico traendo da questi concerti un nuovo album dal vivo. Il disco fu intitolato Greatest Hits (of Other People), ma si fermò alla posizione n. 25 delle classifiche australiane.
Numerosi cambi di formazione distinsero la storia della band nella metà degli anni ottanta. Ne fece parte fino al 1986 anche il chitarrista degli Eagles Joe Walsh che partecipò ad una tournée dalla quale venne tratto un terzo live No Song Too Sacred, che tuttavia non ebbe presa commerciale.
La band venne totalmente rifondata nel 1986 con l'arrivo del cantante John Swan, John Brewster (chitarra elettrica) e del bassista Alan Lancaster, da poco uscito dalla rock band inglese Status Quo. Con l'arrivo di Lancaster al basso, Paul Christie dovette spostarsi alla batteria e la band cominciò a suonare con due batterie contemporaneamente. Con questa formazione i Party Boys vissero il loro periodo di maggior successo commerciale.
La band produsse il primo (ed unico) album di studio della propria storia: prodotto dallo stesso Lancaster e dal chitarrista John Brewster, il lavoro comprendeva non solo cover di brani di altri artisti ma anche buona parte di materiale originale. Pubblicato nel 1987, il disco fu intitolato semplicemente The Party Boys e raggiunse subito il primo posto delle classifiche australiane. La popolarità acquisita dal gruppo in patria venne suggellata dai singoli He's Gonna Step On You Again (che raggiunse anch'esso il primo posto in classifica) e Hold Your Head Up (settimo posto).
Nel 1988, sia Lancaster che Swan lasciarono il gruppo. Subentrò il cantante Eric Burdon e, per un certo periodo, nel 1989, tornò alla chitarra anche Joe Walsh. La band organizzò ancora tournée di buon successo, ma senza più riuscire ad ottenere i consensi della formazione precedente.
Un singolo nel 1990 (Do Wah Diddy Diddy, - cover di un brano dei The Exciters- raggiunse la posizione n. 24 delle classifiche australiane) e vi furono nuove modifiche della formazione.
La band si sciolse nel 1992. Nel 1999, su iniziativa di Paul Christie, i componenti suonarono ancora temporaneamente insieme per una breve serie di concerti.

## Formazione
Hanno fatto parte della formazione:
Paul Christie, Kevin Borich, Joe Walsh, Eric Burdon, Graham Bonnet, James Reyne, John Swan, Angry Anderson, Richard Clapton, Marc Hunter, Alan Lancaster, John Brewster, Mark Evans, Ted Mckenna, Robin Riley, Harvey James, Graham Bidstrup, Richard Harvey, Mal Eastick, Steve Williams, Brad Carr, Barton Price, Vince Contarino, Stuart Fraser, Dorian West.

## Discografia

### Album in studio
- 1987 - The Party Boys

### Raccolte
- 1992 - B Sides and Rarities

### Live
- 1983 - Live at Several 21sts
- 1983 - Greatest Hits (of Other People)
- 1984 - No Song Too Sacred
- 1985 - You Need Professional Help
- 1985 - The Party Boys Rage Album